# Bouges-le-Château
Bouges-le-Château est une commune française située dans le département de l'Indre, en région Centre-Val de Loire.

## Géographie

### Localisation
La commune est située dans le nord du département, dans la région naturelle du Boischaut Nord.
Les communes limitrophes sont : Rouvres-les-Bois (4 km), Bretagne (4 km), Fontenay (6 km), Liniez (6 km), Baudres (8 km), Levroux (8 km) et Moulins-sur-Céphons (9 km).
Les communes chefs-lieux et préfectorales sont : Levroux (8 km), Issoudun (26 km), Châteauroux (26 km), La Châtre (56 km) et Le Blanc (65 km).

### Hameaux et lieux-dits
Les hameaux et lieux-dits de la commune sont : les Chézeaux, Verdenay et les Varennes.

### Géologie et hydrographie
La commune est classée en zone de sismicité 2, correspondant à une sismicité faible.
Le territoire communal est arrosé par le rau le Petit Fourion.

### Climat
Pour des articles plus généraux, voir Climat du Centre-Val de Loire et Climat de l'Indre.
En 2010, le climat de la commune est de type climat océanique dégradé des plaines du Centre et du Nord, selon une étude du CNRS s'appuyant sur une série de données couvrant la période 1971-2000. En 2020, Météo-France publie une typologie des climats de la France métropolitaine dans laquelle la commune est exposée à un climat océanique altéré et est dans la région climatique  Centre et contreforts nord du Massif Central, caractérisée par un air sec en été et un bon ensoleillement.
Pour la période 1971-2000, la température annuelle moyenne est de 11,4 °C, avec une amplitude thermique annuelle de 15,2 °C. Le cumul annuel moyen de précipitations est de 720 mm, avec 11,4 jours de précipitations en janvier et 6,9 jours en juillet. Pour la période 1991-2020, la température moyenne annuelle observée sur la station météorologique de Météo-France la plus proche, « Levroux - Treg. », sur la commune de Levroux à 8 km à vol d'oiseau, est de 11,8 °C et le cumul annuel moyen de précipitations est de 737,9 mm,. Pour l'avenir, les paramètres climatiques de la commune estimés pour 2050 selon différents scénarios d'émission de gaz à effet de serre sont consultables sur un site dédié publié par Météo-France en novembre 2022.

### Voies de communication et transports
Le territoire communal est desservi par les routes départementales : 2, 34A, 37, 56 et 66.
La gare ferroviaire la plus proche est la gare de Neuvy-Pailloux, à 25 km.
Bouges-le-Château est desservie par la ligne A du Réseau de mobilité interurbaine.
L'aéroport le plus proche est l'aéroport de Châteauroux-Centre, à 22 km.
Le territoire communal est traversé par le sentier de grande randonnée de pays de Valençay.

## Urbanisme

### Typologie
Au 1er janvier 2024, Bouges-le-Château est catégorisée commune rurale à habitat dispersé, selon la nouvelle grille communale de densité à sept niveaux définie par l'Insee en 2022.
Elle est située hors unité urbaine. Par ailleurs la commune fait partie de l'aire d'attraction de Châteauroux, dont elle est une commune de la couronne,. Cette aire, qui regroupe 71 communes, est catégorisée dans les aires de 50 000 à moins de 200 000 habitants,.

### Occupation des sols
L'occupation des sols de la commune, telle qu'elle ressort de la base de données européenne d’occupation biophysique des sols Corine Land Cover (CLC), est marquée par l'importance des territoires agricoles (78,4 % en 2018), une proportion sensiblement équivalente à celle de 1990 (78,5 %). La répartition détaillée en 2018 est la suivante : 
terres arables (70,9 %), forêts (21,6 %), prairies (5,9 %), zones agricoles hétérogènes (1,6 %). L'évolution de l’occupation des sols de la commune et de ses infrastructures peut être observée sur les différentes représentations cartographiques du territoire : la carte de Cassini (XVIIIe siècle), la carte d'état-major (1820-1866) et les cartes ou photos aériennes de l'IGN pour la période actuelle (1950 à aujourd'hui).

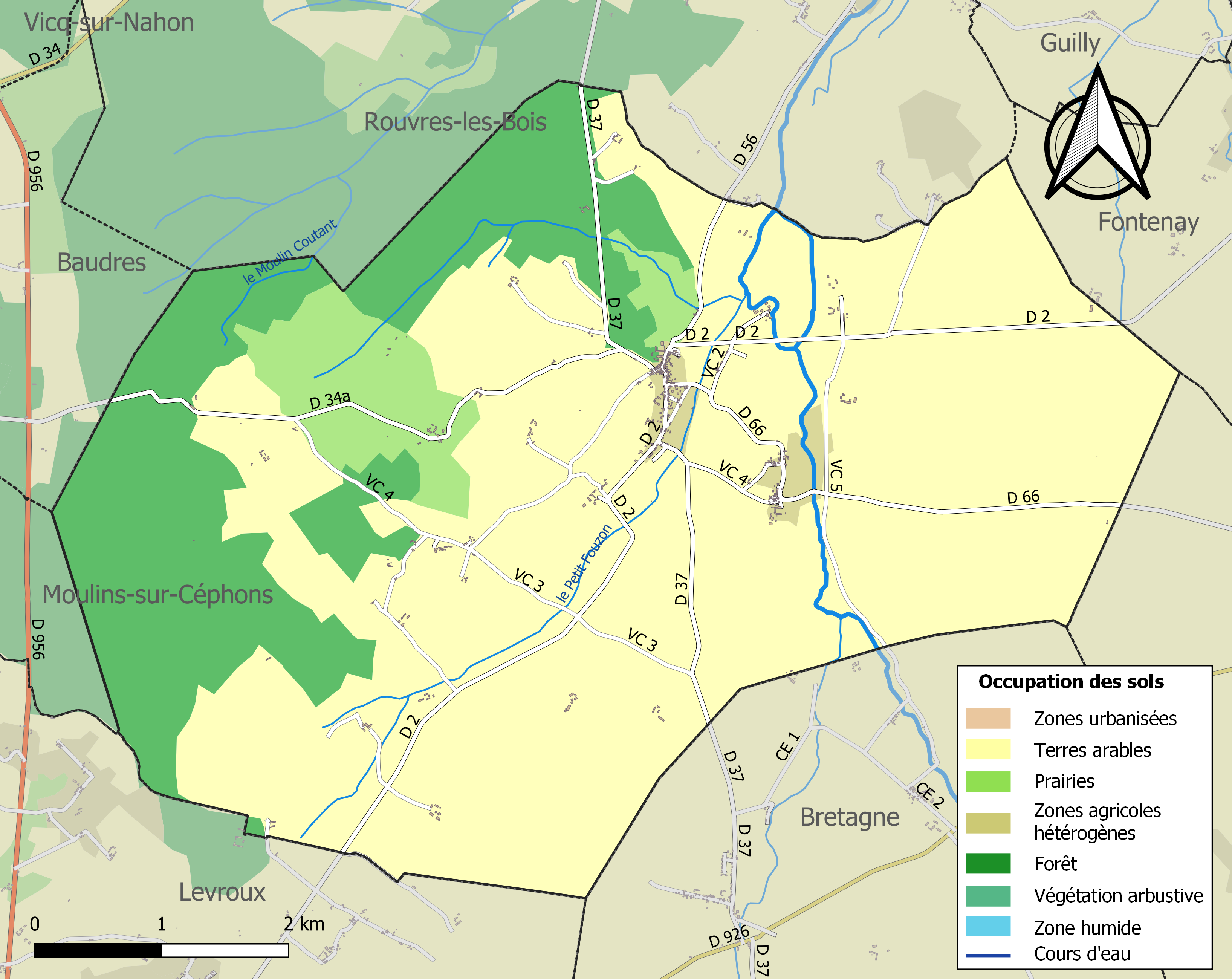
Carte des infrastructures et de l'occupation des sols de la commune en 2018 (CLC).

### Logement
Le tableau ci-dessous présente le détail du secteur des logements de la commune :
| Date du relevé                                              | 2013   | 2015   |
| Nombre total de logements                                   | 188    | 186    |
| Résidences principales                                      | 72,7 % | 72,8 % |
| Résidences secondaires                                      | 13,1 % | 13,1 % |
| Logements vacants                                           | 14,2 % | 14,2 % |
| Part des ménages propriétaires de leur résidence principale | 76,9 % | 76,7 % |

### Risques majeurs
Le territoire de la commune de Bouges-le-Château est vulnérable à différents aléas naturels : météorologiques (tempête, orage, neige, grand froid, canicule ou sécheresse), feux de forêts, mouvements de terrains et séisme (sismicité faible). Un site publié par le BRGM permet d'évaluer simplement et rapidement les risques d'un bien localisé soit par son adresse soit par le numéro de sa parcelle.
Pour anticiper une remontée des risques de feux de forêt et de végétation vers le nord de la France en lien avec le dérèglement climatique, les services de l’État en région Centre-Val de Loire (DREAL, DRAAF, DDT) avec les SDIS ont réalisé en 2021 un atlas régional du risque de feux de forêt, permettant d’améliorer la connaissance sur les massifs les plus exposés. La commune, étant pour partie dans le massif de Baudres, est classée au niveau de risque 4, sur une échelle qui en comporte quatre (1 étant le niveau maximal).

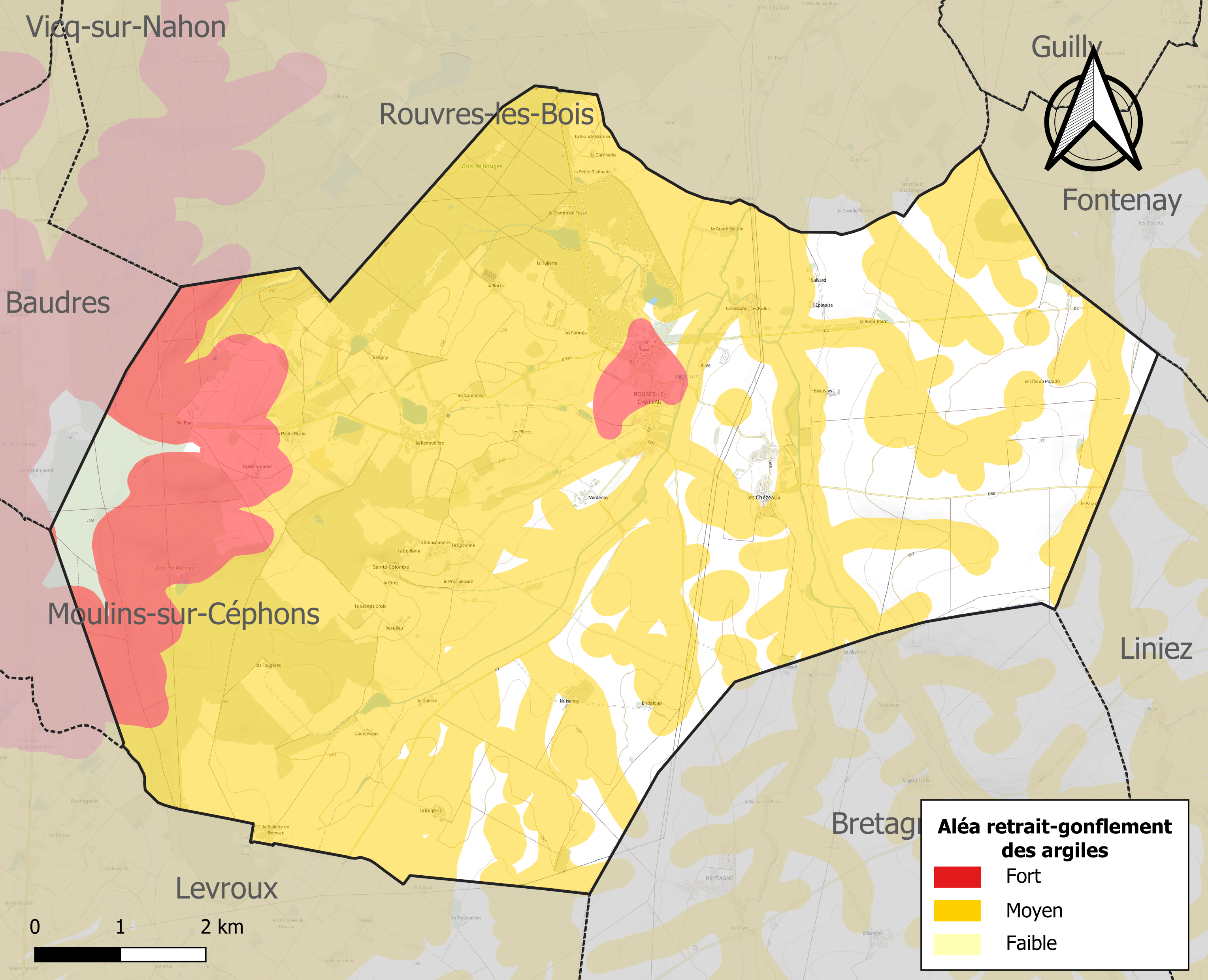
Carte des zones d'aléa retrait-gonflement des sols argileux de Bouges-le-Château.

Les mouvements de terrains susceptibles de se produire sur la commune sont des tassements différentiels.
Le retrait-gonflement des sols argileux est susceptible d'engendrer des dommages importants aux bâtiments en cas d’alternance de périodes de sécheresse et de pluie. 81 % de la superficie communale est en aléa moyen ou fort (84,7 % au niveau départemental et 48,5 % au niveau national). Sur les 192 bâtiments dénombrés sur la commune en 2019, 162 sont en aléa moyen ou fort, soit 84 %, à comparer aux 86 % au niveau départemental et 54 % au niveau national. Une cartographie de l'exposition du territoire national au retrait gonflement des sols argileux est disponible sur le site du BRGM,.
Concernant les mouvements de terrains, la commune a été reconnue en état de catastrophe naturelle au titre des dommages causés par la sécheresse en 1996, 2011 et 2018 et par des mouvements de terrain en 1999.

## Toponymie
Le nom de la commune est attesté dès le VIe siècle sous la forme Vosagus, puis mansum... qui est in pago Biturigo in vicaria Bulbiensi en 966, Bogia en 1214, Bouges en 1254, Boges en 1272, Parrochia de Bogia en 1276, et Bougia seu potius de Vosago en 1648.
Selon le Dictionnaire étymologique des noms de lieu de la France (DENLF), aucune filiation claire n’est établie entre les formes Vosagus et Bogia, si tant est que leur identification soit correcte. Vosagus évoque le nom ancien des Vosges (Vosegus), tandis que Bogia serait le féminin du nom d’homme gaulois Bogius, désignant un domaine (villa).
E. Nègre propose toutefois une réconciliation des deux séries de formes, malgré les difficultés phonétiques : le nom viendrait du gaulois Vosegus, suivi du suffixe -ia, donnant le sens de « domaine de Vosegus ».
Ses habitants sont appelés les Bougeois.

## Histoire
La communauté de Sainte-Colombe est en crise démographique au début du XVIIIe siècle, puisqu’elle passe de 47 feux en 1709 à 42 en 1726. L’hiver de 1709-1710 notamment cause de nombreuses pertes, ainsi que la grande canicule de 1719 (qui tua beaucoup par dysenterie).
Et c’est l’inverse pour celle de Bouges, qui passe sur la même période de 81 à 89 feux.
En 1855, la commune absorbe celle voisine de Sainte-Colombe ; cette dernière porta provisoirement, au cours de la Révolution française, le nom de Fonds-Cœur.

## Politique et administration
La commune dépend de l'arrondissement de Châteauroux, du canton de Levroux, de la deuxième circonscription de l'Indre et de la communauté de communes de la Région de Levroux.
Elle dispose d'une agence postale communale.
| Période      | Période      | Identité         | Étiquette | Qualité                                                                       |
| ------------ | ------------ | ---------------- | --------- | ----------------------------------------------------------------------------- |
| mars 1983    | janvier 2010 | François Gerbaud | RPR-UMP   | Député de l'Indre Sénateur de l'Indre Conseiller général du canton de Levroux |
| février 2010 | En cours     | Michel Brient    | DVD       | Horticulteur retraité                                                         |

## Population et société

### Démographie
L'évolution du nombre d'habitants est connue à travers les recensements de la population effectués dans la commune depuis 1793. Pour les communes de moins de 10 000 habitants, une enquête de recensement portant sur toute la population est réalisée tous les cinq ans, les populations de référence des années intermédiaires étant quant à elles estimées par interpolation ou extrapolation. Pour la commune, le premier recensement exhaustif entrant dans le cadre du nouveau dispositif a été réalisé en 2004.

En 2022, la commune comptait 264 habitants, en évolution de −1,49 % par rapport à 2016 (Indre : −3 %, France hors Mayotte : +2,11 %).
| 1793 | 1800 | 1806 | 1821 | 1831 | 1836 | 1841 | 1846 | 1851 |
| ---- | ---- | ---- | ---- | ---- | ---- | ---- | ---- | ---- |
| 581  | 600  | 627  | 691  | 721  | 736  | 633  | 680  | 709  |

| 1856 | 1861 | 1866  | 1872 | 1876 | 1881 | 1886 | 1891 | 1896 |
| ---- | ---- | ----- | ---- | ---- | ---- | ---- | ---- | ---- |
| 964  | 926  | 1 023 | 919  | 908  | 925  | 905  | 864  | 849  |

| 1901 | 1906 | 1911 | 1921 | 1926 | 1931 | 1936 | 1946 | 1954 |
| ---- | ---- | ---- | ---- | ---- | ---- | ---- | ---- | ---- |
| 800  | 832  | 804  | 712  | 730  | 704  | 701  | 635  | 604  |

| 1962 | 1968 | 1975 | 1982 | 1990 | 1999 | 2004 | 2006 | 2009 |
| ---- | ---- | ---- | ---- | ---- | ---- | ---- | ---- | ---- |
| 588  | 501  | 402  | 360  | 308  | 255  | 265  | 260  | 281  |

| 2014 | 2019 | 2022 | - | - | - | - | - | - |
| ---- | ---- | ---- | - | - | - | - | - | - |
| 274  | 261  | 264  | - | - | - | - | - | - |

### Enseignement
La commune dépend de la circonscription académique d'Issoudun.

### Médias
La commune est couverte par les médias suivants : La Nouvelle République du Centre-Ouest, Le Berry républicain, L'Écho - La Marseillaise, La Bouinotte, Le Petit Berrichon, France 3 Centre-Val de Loire, Berry Issoudun Première, Vibration, Forum, France Bleu Berry et RCF en Berry.

## Économie
La commune se situe dans la zone d’emploi de Châteauroux et dans le bassin de vie de Levroux.
La commune se trouve dans l'aire géographique et dans la zone de production du lait, de fabrication et d'affinage du fromage Valençay.
La culture de la lentille verte du Berry est présente dans la commune.

## Culture locale et patrimoine
- Château de Bouges
- Église Saint-Germain : En 1903, 2 verrières ont été réalisées par les ateliers Lorin de Chartres, alors dirigés par Charles Lorin : saint Michel terrassant le dragon, ainsi que saint Anne et la Vierge enfant. Elles sont répertoriées dans l'Inventaire général du patrimoine culturel[41],[42].
- Monument aux morts

### Labels et distinctions
Bouges-le-Château a obtenu au concours des villes et villages fleuris :
- une fleur en 2013, 2014, 2015 et 2016[43] ;
- le 1er prix régional de la  1re catégorie A en 2011[44].